# Васу (буддизм)

Відлюдник Васу (13 століття, Сандзюсанґендо, Японія)

Васу (санскр. वसु,Vasu IAST; кит.: 婆藪 / 婆藪仙人; яп. ばす / ばすせんにん, Басу) —　мудрець, відлюдник і безсмертний провидець у буддизмі. Один із 28-ми підлеглих Тисячорукої Авалокітешвари. Згідно з Мандалою великого лона милосердя належить до божеств Зовнішнього Діаматнового ареалу.
Має вигляд аскета-старця, який однією рукою спирається на тростину, а іншою тримає сувій, символ «Сутри Серця». Виступає охоронцем цієї сутри, тому часто з'являється на картинах 18 добрих божеств. 
Згідно з «Маха Праджняпараміта Падеса», Васу був брахманом давньоіндійської країни Магата. Через свій песимізм він почав вивчати магію, займатись медитацією в лісах і горах, і став відлюдником. Весь цей час Васу харчувався плотю, вбиваючи священних тварин. Через це він був кинутий до пекла, ставши першою людиною, яка туди потрапила. Але його врятувала бодхісаттва Авалокітешвара і він став служити будді Шак'ямуні.